# Mária Komlóšiová
Mária Komlóšiová (15. října 1919 - ???) byla slovenská a československá politička a poúnorová bezpartijní poslankyně Národního shromáždění ČSSR a Sněmovny lidu Federálního shromáždění.

## Biografie
Ve volbách roku 1964 byla zvolena do Národního shromáždění ČSSR za Východoslovenský kraj jako bezpartijní kandidátka. V Národním shromáždění zasedala až do konce volebního období parlamentu v roce 1968.
K roku 1968 se profesně uvádí jako dělnice z obvodu Revúca.
Po federalizaci Československa usedla roku 1969 do Sněmovny lidu Federálního shromáždění (volební obvod Revúca), kde setrvala do února 1971, kdy rezignovala na poslanecký post.